# NK Ponikve
 Ovo je glavno značenje pojma NK Ponikve. Za druga značenja pogledajte NK Ponikve Zagreb.
Nogometni klub Ponikve hrvatski su nogometni klub iz naselja Ponikve u općini Ston na poluotoku Pelješcu. Trenutačno se natječu u 2. ŽNL Dubrovačko-neretvanskoj.

## Vanjske poveznice
- Profil, HNS Semafor